# 대표객
"대표객"(The Great Swordsman)은 한국에서 제작된 황풍 감독의 1971년 영화이다. 김기범 등이 주연으로 출연하였고 신상옥 등이 제작에 참여하였다.

## 출연

### 주연
- 김기범
- 짱위